# لاري غراهام
لاري غراهام (بالإنجليزية: Larry Graham) (و. 1946  م) هو مغني، وعازف بيس، وكاتب أغاني أمريكي، ولد في بومونت، يستخدم آلات قيثارة.

## وصلات خارجية
- لاري غراهام على موقع IMDb (الإنجليزية)
- لاري غراهام على موقع الموسوعة البريطانية (الإنجليزية)
- لاري غراهام على موقع ميوزك برينز (الإنجليزية)
- لاري غراهام على موقع إن إن دي بي (الإنجليزية)
- لاري غراهام على موقع أول ميوزيك (الإنجليزية)
- لاري غراهام على موقع ديسكوغز (الإنجليزية)

- لاري غراهام في قاعدة بيانات الأفلام على الإنترنت